# Макросіткова смола
Макросіткова смола (рос. макросеточная смола, англ. macroreticular resin) — йонообмінна  смола з сітковою пористою матрицею, що робить її ефективною при вилученні колоїдів, бактерій, а також розчинених аніонів.